# Frivole Spiele
Der italienische Episodenfilm Frivole Spiele war 1964 das Regiedebüt von Ettore Scola. Der Originaltitel Se permettete parliamo di donne bedeutet etwa „Lasst uns über Frauen sprechen“. Geschrieben wurden die neun Episoden unterschiedlicher Länge von Scola und Ruggero Maccari. In jeder Episode spielt Vittorio Gassman jeweils eine andere Rolle. Der Film ist eine Commedia all’italiana, einige der Episoden sind als erotische Komödien angelegt. Die Geschichten handeln vom Werte- und Sittenwandel in der Zeit des italienischen Wirtschaftswunders. Bevölkert sind sie von fremdgehenden Männern und Frauen, Schürzenjägern und Prostituierten, Millionärinnen und Bräuten, und das Automobil nimmt eine zentrale Stellung als Mittel des Anbändelns ein. Scola äußerte sich rückblickend, er sei mit seinem ersten Film zufrieden gewesen, und dieser habe sich zudem gut verkauft, was ihm erleichtert habe, danach weitere Filme zustande zu bringen.

## Kritik
„Gier nach geschlechtlicher Vereinigung“, darin sah der katholische film-dienst 1967 das Thema des Films, das nur minimal variiert werde. Er riet vom Besuch des „in jeder Beziehung minderwertigen Films“ ab, in dem Geschmack Mangelware sei. „Vergebens fragt man sich, was Schauspieler von einigem Namen, wenn auch meist nicht gerade hohem Rang, dazu bewogen haben könnte, nicht so sehr in einem Film dieser Thematik, wohl aber dieses miserablen Zuschnitts mitzuwirken.“ Ein ähnliches Fazit zog der Evangelische Film-Beobachter: „Lustlos und platt gestaltet, schon daher – ganz abgesehen von Einwänden gegen die fragwürdige Liebesauffassung – abzuraten.“
Im Vergleich mit Dieses Mal sprechen wir über die Männer (1965), der Scolas Film fast nur dem Originaltitel nach ähnele, meinte Spagnoletti (1988), Scolas Episoden „ergreifen, zusammengenommen, nicht Partei, sondern sie entlarven. Mit seinen grotesken und vereinfachenden Untertönen beschreibt der Film eine Realität der ständigen Transgression und beobachtet die Verletzung der Werte mit Ironie.“